# Parlamentswahl in Belgien 2010
- Ecolo: 8
- Groen: 5
- sp.a: 13
- PS: 26
- MR: 18
- Open VLD: 13
- cdh: 9
- CD&V: 17
- N-VA: 27
- LDD: 1
- PP: 1
- VB: 12

- PS: 26
- MR: 18
- CD&V: 17
- sp.a: 13
- Open VLD: 13
- cdh: 9
- N-VA: 27
- VB: 12
- Ecolo: 8
- Groen: 5
- LDD: 1
- PP: 1

Die Wahl zur belgischen Abgeordnetenkammer wurde am 13. Juni 2010 und damit ein Jahr vor Ablauf der Legislaturperiode abgehalten. Den vorgezogenen Wahlen war eine Krise der Regierungskoalition vorausgegangen, bei der die flämische liberale Partei OVLD nach internen Streitigkeiten um eine Lösung im Konflikt um den zweisprachigen Wahlkreis Brüssel-Halle-Vilvoorde ihren Rückzug aus der Regierung bekanntgegeben hatte.
Die flämische Nationalistenpartei N-VA konnte unter der Führung von Bart De Wever die meisten Stimmen auf sich vereinigen und zog mit 27 Abgeordneten ins belgische Parlament ein, dicht gefolgt von den frankophonen Sozialisten der PS mit 26 Abgeordneten.
Der an die Wahl anknüpfende langwierige und konfliktreiche Regierungsbildungsprozess verschärfte die belgische Staatskrise. Im Streit um eine Staatsreform im Allgemeinen und um die Kompetenz- und Geldverteilung zwischen Föderalstaat und Regionen sowie die Finanzierung der Hauptstadt im Speziellen scheiterten mehrere Vermittlungsversuche.
Seitdem regierte der flämische Christdemokrat Yves Leterme bis zum 6. Dezember 2011 als geschäftsführender Ministerpräsident.

## Parteien
Zur Wahl der Abgeordnetenkammer (kurz „Kammer“) traten über 30 Parteien an, von denen jedoch keine in beiden Landesteilen Belgiens (Flandern und Wallonien) kandidierte. Aufgrund des Nationalitätenkonflikts hat sich auch die gesamte Parteienlandschaft entlang der niederländisch-französischen Sprachengrenze zersplittert, sodass in Flandern und Wallonien programmatisch und organisatorisch voneinander völlig unabhängige christdemokratische, liberale, sozialistische und grüne Parteien kandidieren.
Im niederländischsprachigen Norden und dem zweisprachigen Wahlkreis Brüssel-Halle-Vilvoorde stellten sich u. a. folgende Parteien zur Wahl: Die konservative Nieuw-Vlaamse Alliantie (N-VA) und die rechtspopulistische Vlaams Belang (VB), die sich beide für die Auflösung Belgiens und die Unabhängigkeit Flanderns einsetzen, die bürgerlich-konservative Christen-Democratisch en Vlaams (CD&V), welche bei den letzten Wahlen zum Abgeordnetenhaus noch eine Listenverbindung mit der N-VA einging, die flämischen Sozialisten (SP-A), die linksliberalen Open Vlaamse Liberalen en Democraten (Open VLD) und die Grünen-Partei Groen!, sowie die rechtsliberale Lijst Dedecker unter dem Vorsitz von Jean-Marie Dedecker.
Zu den wichtigsten Parteien des französischsprachigen Südens zählen dagegen die sozialdemokratische Partei Walloniens (PS), die liberale Mouvement Réformateur (MR), die frankophonen Christdemokraten (CDH), die Öko-Partei Ecolo und die rechtsliberale Parti populaire (PP).

## Wahlumfragen
|               |                | Niederländische Sprachgruppe | Niederländische Sprachgruppe | Niederländische Sprachgruppe | Niederländische Sprachgruppe | Niederländische Sprachgruppe | Niederländische Sprachgruppe | Niederländische Sprachgruppe | Französische Sprachgruppe | Französische Sprachgruppe | Französische Sprachgruppe | Französische Sprachgruppe | Französische Sprachgruppe | Französische Sprachgruppe | Französische Sprachgruppe |
| Datum         | Quelle         | CD&V                         | N-VA                         | Open VLD                     | SP–A                         | VB                           | Groen!                       | LDD                          | PS                        | MR–FDF                    | CDH                       | Ecolo                     | FN                        | PP                        | RWF                       |
| ------------- | -------------- | ---------------------------- | ---------------------------- | ---------------------------- | ---------------------------- | ---------------------------- | ---------------------------- | ---------------------------- | ------------------------- | ------------------------- | ------------------------- | ------------------------- | ------------------------- | ------------------------- | ------------------------- |
| 29. März 2010 | De Standaard   | 20,0 %                       | 17,8 %                       | 13,8 %                       | 15,5 %                       | 17,3 %                       | 8,1 %                        | 5,5 %                        | 31,7 %                    | 20,5 %                    | 15,5 %                    | 20,2 %                    | /                         | 4,3 %                     | /                         |
| 4. Mai 2010   | L’Echo         | 18,9 %                       | 22,9 %                       | 14,8 %                       | 14,2 %                       | 12,5 %                       | 7,9 %                        | 3,9 %                        | 32,5 %                    | 21,1 %                    | 18,2 %                    | 17,6 %                    | 2,9 %                     | <1 %                      | 2,0 %                     |
| 26. Mai 2010  | Dernière Heure | 19,5 %                       | 26,0 %                       | 12,4 %                       | 16,0 %                       | 10,3 %                       | 7,8 %                        | 5,4 %                        |                           |                           |                           |                           |                           |                           |                           |
| 28. Mai 2010  | Vers l’Avenir  |                              |                              |                              |                              |                              |                              |                              | 33,0 %                    | 20,4 %                    | 17,0 %                    | 17,6 %                    | 2,5 %                     | 1,9 %                     | 1,9 %                     |
| 4. Juni 2010  | Standaard/VRT  | 19,0 %                       | 25,2 %                       | 13,9 %                       | 13,8 %                       | 11,5 %                       | 8,2 %                        | 6,2 %                        |                           |                           |                           |                           |                           |                           | /                         |

## Ergebnisse

### Kammer (Unterhaus)
Bei einer vergleichsweise hohen Wahlbeteiligung von 94,1 %, die wohl größtenteils auf die belgische Wahlpflicht zurückgeht, wurden Mandatsträger von dreizehn Parteien in die Abgeordnetenkammer gewählt.
Stärkste Partei wurde die konservative Nieuw-Vlaamse Alliantie (N-VA), die über siebzehn Prozent der Stimmen errang und sich 27 Parlamentssitze sicherte. Die wallonischen Sozialisten (PS) stellten wegen einer für sie günstigen Wahlkreiseinteilung trotz geringeren Stimmenanteils eine fast ebenso hohe Zahl an Abgeordneten. Im Vergleich zur Parlamentswahl 2007 konnte die PS ihren Stimmenanteil um 2,8 Prozentpunkte und die Mandatszahl um sechs auf insgesamt 26 erhöhen.
Drittstärkste Kraft wurden die flämischen Christdemokraten der CD&V mit 10,8 % und 17 Sitzen, noch vor dem frankophonen Mouvement Réformateur (MR) und den flämischen Sozialisten der SP-A, die beide knapp 9 % der Stimmen erhielten.
Es folgte die liberale Open VLD mit 8,6 %, die einen von vormals zehn Sitzen im Parlament verlor. Die rechtspopulistische Partei Vlaams Belang (VB) erlitt eine Wahlniederlage: Sie verlor mehr als ein Drittel ihrer Wähler und fünf Sitze (2007: 17). Die christdemokratische Partei der Wallonie (CDH) erhielt 5,5 %, die beiden grünen Parteien Ecolo und Groen! beide etwas über 4 % der Stimmen.
Jeweils einen Abgeordneten stellten die Parteien Lijst Dedecker (LDD) und Parti Populaire (PP).
Das amtliche Endergebnis lautet nach dem Föderalen öffentlichen Dienst für „Inneres“ folgendermaßen:
| Wahlberechtigte    | 7.767.552 |         |             |       |             |
| abgegebene Stimmen | 7.332.343 | 94,14 % |             |       |             |
| gültige Stimmen    | 6.527.367 | 89,02 % |             |       |             |
|                    | Stimmen   | Anteil  | +/− zu 2007 | Sitze | +/− zu 2007 |
| N-VA               | 1.135.617 | 17,40 % | —           | 27    | +27         |
| PS                 | 894.543   | 13,70 % | +2,84 %     | 26    | +6          |
| CD&V               | 707.986   | 10,85 % | —           | 17    | —           |
| MR                 | 605.617   | 9,28 %  | −3,24 %     | 18    | −5          |
| SP-A               | 602.867   | 9,24 %  | —           | 13    | —           |
| Open VLD           | 563.873   | 8,64 %  | −3,19 %     | 13    | −5          |
| VB                 | 506.697   | 7,76 %  | −4,23 %     | 12    | −5          |
| CDH                | 360.441   | 5,52 %  | −0,53 %     | 9     | −1          |
| Ecolo              | 313.047   | 4,80 %  | −0,31 %     | 8     | 0           |
| Groen!             | 285.989   | 4,38 %  | +0,40 %     | 5     | +1          |
| LDD                | 150.577   | 2,31 %  | −1,72 %     | 1     | −4          |
| PP                 | 84.005    | 1,29 %  | —           | 1     | —           |
| Sonstige           | 316.108   | 4,93 %  |             |       |             |

### Sprachliche Unterschiede
| Ergebnis der Niederländischsprachigen Listen %3020100 28,217,6151412,67,13,71,7 N-VAaCD&Vbsp.acOpen VLDVBGroenLDDSonst.Gewinne und Verlusteim Vergleich zu %p 30 25 20 15 10 5 0 −5−10−15+28,2−12,7−1,8−5,4−7,1+0,6−2,9+1,1N-VACD&Vsp.aOpen VLDVBGroenLDDSonst.Anmerkungen:a 2007 gemeinsam mit CDV angetretenb Vergleichsergebnis 2007: CD&V/N-VA Kartellc 2007 Kartell sp.a/Spirit | Ergebnis der Französischsprachigen Listen %403020100 35,724,214,412,53,41,38,5 PSMRcdhEcoloPPFNSonst.Gewinne und Verlusteim Vergleich zu %p 8 6 4 2 0 −2 −4 −6 −8+7,9−7,9−1,1−0,6+3,4−3,7+2,0PSMRcdhEcoloPPFNSonst. |

### Abstimmungsverhalten nach Blöcken
| Ergebnis nach Blöcken %3020100 22,917,917,416,49,28,32,31,34,9 PS/ sp.aaMR/ VLDN-VAccdh/ CD&VdEcolo/ GroenVBLDDPPSonst.Gewinne und Verlusteim Vergleich zu 2007 %p 18 16 14 12 10 8 6 4 2 0 −2 −4 −6 −8−10+2,6−6,8+17,4−8,9−0,3−5,7−1,7+1,3± 0,0PS/ sp.aMR/ VLDN-VAcdh/ CD&VEcolo/ GroenVBLDDPPSonst.Anmerkungen:a 2007 Kartell sp.a/Spirit und PSc 2007 gemeinsam mit CDV angetretend Vergleichsergebnis 2007: CD&V/N-VA Kartell und cdh |

### Senat (Oberhaus)
Neben den Unterhaus-Abgeordneten wurden auch 40 von insgesamt 71 Senatoren direkt gewählt. Wie bei den Wahlen des europäischen Parlaments wurde die Wählerschaft in zwei Wahlkollegien aufgeteilt: Das französischsprachige Kollegium wählte 15 Senatoren und das niederländischsprachige 25. Im Sonderwahlkreis Brüssel-Halle-Vilvoorde entschieden die Bürger durch die Wahl einer französischsprachigen bzw. niederländischsprachigen Partei selbst, welchem Kollegium sie angehören wollten.
Wie auch bei der Abgeordnetenwahl gehörte die flämische N-VA zu den größten Wahlgewinnern: Neun N-VA-Politiker zogen in den belgischen Senat ein, während jeweils vier Sitze an die CD&V und die SP-A gingen. Mit einer Gesamtzahl von 14 Senatoren (9 direkt gewählte, 2 kooptierte und 3 Gemeinschaftssenatoren) wurde die N-VA stärkste politische Kraft innerhalb des niederländischsprachigen Blocks und zugleich im ganzen belgischen Oberhaus.
Die Sozialdemokraten der PS konnten im Vergleich zu den Wahlen 2007 zwei weitere Sitze hinzugewinnen und sicherten sich somit 12 Senatssitze durch die Direktwahl. Die liberale MR verlor ein Drittel ihrer Direktwahl-Sitze, wohingegen die frankophonen Parteien Ecolo und CDH trotz leichter Stimmenverluste ihre Senatsposten behielten.
| Wahlberechtigte                | 7.767.552 |         |             |       |             |
| abgegebene Stimmen             | 7.389.853 | 95,14 % |             |       |             |
| gültige Stimmen                | 6.469.103 | 87,54 % |             |       |             |
|                                | Stimmen   | Anteil  | +/− zu 2007 | Sitze | +/− zu 2007 |
| Niederländisches Wahlkollegium |           |         |             |       |             |
| N-VA                           | 1.268.780 | 19,61 % | —           | 9     | —           |
| CD&V                           | 646.375   | 9,99 %  | —           | 4     | —           |
| SP-A                           | 613.079   | 9,48 %  | —           | 4     | —           |
| Open VLD                       | 533.124   | 8,24 %  | −4,16 %     | 4     | −1          |
| VB                             | 491.547   | 7,60 %  | −4,29 %     | 3     | −2          |
| Groen!                         | 251.546   | 3,89 %  | +0,25 %     | 1     | 0           |
| LDD                            | 130.779   | 2,02 %  | −1,36 %     | 0     | −1          |
| Französisches Wahlkollegium    |           |         |             |       |             |
| PS                             | 880.828   | 13,62 % | +3,37 %     | 7     | +3          |
| MR                             | 599.618   | 9,27 %  | −3,04 %     | 4     | −2          |
| Ecolo                          | 353.111   | 5,46 %  | −0,36 %     | 2     | 0           |
| CDH                            | 331.870   | 5,13 %  | −0,77 %     | 2     | 0           |

## Ergebnisse nach Wahlkantonen
Die Wahlen zur Abgeordnetenkammer wurden seit 2003 in 11 Wahlkreisen abgehalten. Die Abgeordneten des 150 Sitze umfassenden und in zwei Sprachgruppen (niederländisch und französisch) unterteilten Parlaments werden direkt von der Bevölkerung der einzelnen Wahlkreise gewählt. Die folgende Wahlkarte zeigt die elf belgischen Wahlkreise (dickere Linie) und die stimmenstärksten Parteien der einzelnen Wahlkantone. Die Region Brüssel-Hauptstadt, Teil des Wahlkreises Brüssel-Halle-Vilvoorde, ist vergrößert dargestellt:

## Regierungsbildung

### Informateur De Wever und Prä-Formateur Di Rupo
Der große Wahlerfolg einer konservativ-gemäßigten, antibelgischen Partei (N-VA) und die politische Pattsituation, die sich durch die Abgeordnetenkammerwahl 2010 ergab, ließen bereits im Vorfeld auf eine schwierige und lange Regierungsbildung schließen. N-VA-Vorsitzender De Wever, der kein Interesse am Amt des Ministerpräsidenten bzw. Regierungschefs zeigte, da er nach eigenem Bekunden nicht „Strukturen festigen wolle, die er eigentlich abzuschaffen beabsichtige“, wurde am 17. Juni vom belgischen König Albert II. als „Informateur“  beauftragt, Koalitionsverhandlungen vorzubereiten und damit den Weg für eine neue Regierung zu ebnen. Nach einer mehrwöchigen Vermittlungskommission erstattete er Albert II. im Juli Bericht, worauf dieser Di Rupo, den Vorsitzenden der PS, zum „Prä-Formateur“ (Vor-Regierungsbildner) ernannte und ihn anwies, eine mögliche Koalition auszuloten.
Pressemitteilungen zufolge strebte Di Rupo eine Koalition mit den drei größten Parteien der flämischen Seite (N-VA, CD&V und SP-A) an und bezog zur Erlangung einer Zweidrittelmehrheit schließlich die größten belgischen Parteien in das Koalitionskonzept mit ein. Vor-Regierungsbildner Di Rupo traf sich mit Vertretern verschiedener Parteien und richtete sich mit Zwischenberichten an König Albert II., der seine Verhandlungsmission mehrfach verlängerte. Nachdem sich die politische Lage festgefahren hatte, bat Di Rupo am Abend des 29. August König Albert, ihn von seinem Anfang zu entbinden. König Albert lehnte das Rücktrittsangebot jedoch ab und bat Di Rupo darum, die Verhandlungen fortzuführen.
Anfang September trafen sich Vertreter der Parteien PS, N-VA, SP-A, CD&V, Groen, CDH und Ecolo zu Verhandlungsgesprächen in Brüssel zusammen. Zu den Hauptstreitpunkten bei den Verhandlungen zählte die Kompetenz- und Geldverteilung zwischen Föderalstaat und Regionen sowie die Finanzierung der Hauptstadt. Auf einen Kompromiss konnten sich die Parteien jedoch nicht einigen: Während die N-VA mitteilte, dass der von den frankophonen Sozialisten (PS) zuletzt vorgelegte Kompromissvorschlag nicht annehmbar sei, wurde der N-VA und den flämischen Christdemokraten (CD&V) vorgeworfen, die Verhandlungen zu blockieren. Verhandlungsführer Di Rupo gab sein Mandat am 3. September zurück.

### Vermittler Flahaut und Pieters
Bereits am Samstag (4. September) beauftragte der König die Vorsitzenden von Kammer und Senat, André Flahaut (PS) und Danny Pieters (N-VA), mit Sondierungen. Das weitere Vorgehen in der Staatskrise blieb damit in der Hand der zwei stärksten Parteien Belgiens. Flahaut und Pieters leiteten erneut Gespräche mit den zuvor beteiligten sieben Parteien ein, ließen die zwei liberalen Parteien des Landes (MR und OVLD) aber weiterhin außen vor. Nach über 110 Tagen ohne Einigung rief N-VA-Vorsitzender De Wever am 4. Oktober auf einer Pressekonferenz dazu auf, die Verhandlungen wieder bei Null zu beginnen. Die Sieben-Parteien-Gespräche zur Bildung einer neuen Föderalregierung erklärte er einseitig für beendet. Die drei an den Verhandlungen beteiligten frankophonen Parteien (PS, CDH und Ecolo) reagierten mit Empörung auf den Vorstoß.
Die beiden königlichen Vermittler, Flahaut und Pieters, legten am 5. Oktober ihren Abschlussbericht vor und wurden zugleich von ihrer Sondierungsmission entbunden.
König Albert II. empfing in den nächsten Tagen die Vorsitzenden der sieben Verhandlungsparteien und bemühte sich darum, die festgefahrenen Verhandlungen wieder in Gang zu bringen. Am 9. Oktober bat er De Wever, die Verhandlungsführer wieder näher zusammenzubringen.
De Wever legte Mitte Oktober einen knapp 50-seitigen Kompromissvorschlag vor, der eine deutlich größere steuerliche Autonomie für die Teilstaaten und eine Teilung des Wahl- und Gerichtsbezirks Brüssel-Halle-Vilvoorde vorsah.
Die Frankophonen reagierten jedoch mit Ablehnung auf den Vorschlag. Elio di Rupo übte heftige Kritik am N-VA-Vorsitzenden und bezeichnete die Note als einseitig. Weiterhin sprach er davon, dass ihre Umsetzung fatale Konsequenzen für die Wallonie und Brüssel hätte und den Föderalstaat finanziell ausbluten würde.

### Vermittler Vande Lanotte

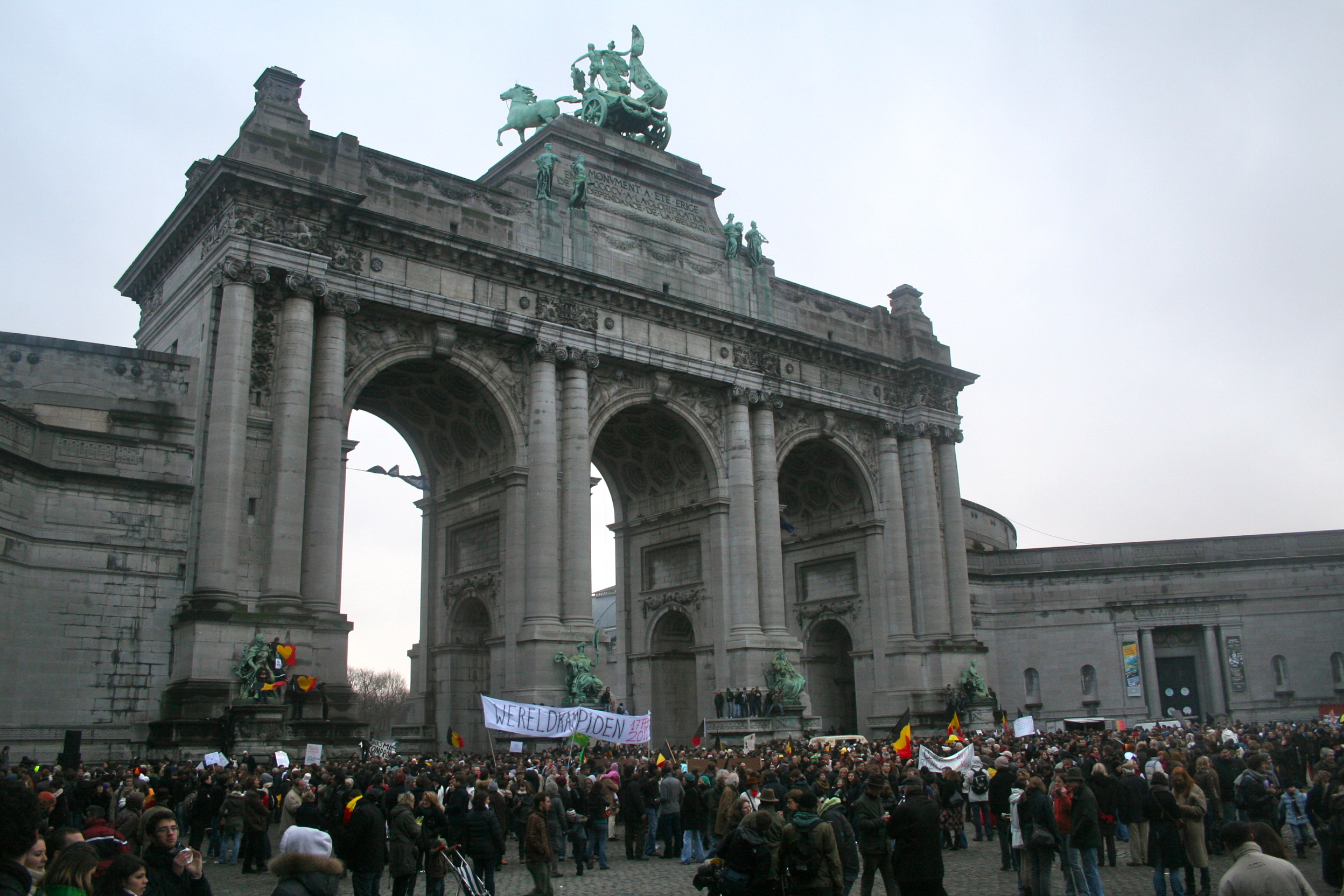
Pro-belgische Demonstranten fordern die Beendigung der Staatskrise und die Bildung einer Regierung (Brüssel, Januar 2011)

Nachdem De Wever seinen Abschlussbericht vorgelegt hatte, betraute Albert der Zweite am 21. Oktober Johan Vande Lanotte mit der Vermittlungsmission. Der SP-A-Fraktionsvorsitzende sollte zunächst das Vertrauen zwischen den sieben Verhandlungsparteien wiederherstellen.
Vande Lanotte, dessen Bezeichnung als königlichen Vermittler anfangs Skepsis in den Reihen der N-VA hervorrief, begann eine Serie von Konsultationsgesprächen und legte mehrfach Zwischenberichte zum Stand der Regierungsverhandlungen vor. Obwohl die sieben Verhandlungsparteien seine Kompromissvorschläge als Diskussionsgrundlage annahmen, konnte Vande Lanotte keinen entscheidenden Durchbruch im Regierungsbildungsprozess erreichen. Mit Vande Lanottes Rücktritt am 27. Januar 2011 scheiterte in Belgien ein weiterer Anlauf zur Bildung einer neuen Regierung. Medienberichten zufolge gingen alle Verhandlungsangebote, den Regionen mehr Kompetenzen zu geben, den Flamen nicht weit genug.
Nachdem die Verhandlungen zu siebt mit N-VA, PS, SP-A, CD&V, CDH, Ecolo und Groen nicht zum Erfolg führten, lud König Albert erstmals seit Juni 2010 auch die liberalen Parteien MR und Open VLD zu Konsultationen ein. Diese beiden Parteien waren in den zurückliegenden sieben Monaten seit den Parlamentswahlen bei den Verhandlungen außen vor geblieben.
Angesichts der verfahrenen innenpolitischen Lage appellierte Di Rupo am Neujahrsempfang der PS an alle demokratischen Parteien, gemeinsam eine handlungsfähige Regierung auf den Weg zu bringen. Das Konzept einer solchen „Regierung der nationalen Einheit“ stieß bei den flämischen Parteien auf Zurückhaltung.

### Reynders, Beke und erneut Di Rupo
Fast acht Monate nach den Parlamentswahlen schlug der belgische König am 2. Februar ein neues Kapitel in der Geschichte der Regierungsbildung auf: Mit der Ernennung des scheidenden Mouvement-Réformateur-Vorsitzenden Didier Reynders zum Informateur sollte die Initiative erstmals an die Liberalen übergehen. Reynders brachte unter anderem den von mehreren Parteien scharf kritisierten Vorschlag ein, die geschäftsführende Koalitionsregierung des Christdemokraten Leterme um die flämischen Nationalisten der N-VA zu erweitern.
Nach vierwöchigen Verhandlungen beteuerte der liberale Spitzenpolitiker zwar „einen breiten Willen zu Verhandlungen“ bei allen Gesprächspartnern, konnte letztlich aber keine greifbaren Ergebnisse vorweisen.
Nach Reynders wurde Wouter Beke, Vorsitzender der flämischen Christdemokraten (CD&V), mit der Verhandlungsführung beauftragt. Im Gegensatz zu seinen Vorgängern wurde Beke dafür kein Zeitrahmen gesetzt. Bekes Hauptaufgabe bestand in der Verhandlungsführung über eine Staatsreform. Ein Kompromiss konnte mit der flämisch-nationalistischen N-VA und der frankophonen Parti Socialiste allerdings nicht gefunden werden.
Nach Abschluss von Bekes Vermittlungsmission wurde am 17. März 2011 der Vorsitzende der PS, Elio Di Rupo, erneut von Albert II. mit der Regierungsbildung beauftragt. Zwar scheiterten die Gespräche mit der N-VA über eine Staatsreform, insgesamt acht Parteien einigten sich aber am 15. September 2011 auf erste Reformschritte, die unter anderem die Teilung des seit Jahrzehnten umstrittenen Wahlkreises Brüssel-Halle-Vilvoorde vorsehen. Zuvor hatte der seit 15 Monaten geschäftsführende Premierminister Yves Leterme seinen Rückzug aus der Landespolitik angekündigt, wodurch die Bemühungen Di Rupos zur Bildung einer neuen Regierung beschleunigt wurden. 535 Tage nach der Wahl erzielte am 30. November 2011 ein Bündnis aus sechs Parteien – wallonische Sozialisten (PS), flämische Sozialisten (SP-A), wallonische Liberale (MR), flämische Linksliberale (Open VLD), wallonische Christdemokraten (CDH) und flämische Christdemokraten (CD&V) – eine Grundsatzeinigung über eine Koalitionsregierung. Als neuer Ministerpräsident wurde schließlich am 6. Dezember 2011 Elio di Rupo ernannt.